# Piromyces mae
Piromyces mae är en svampart som beskrevs av J.L. Li 1990. Piromyces mae ingår i släktet Piromyces och familjen Neocallimastigaceae.   Inga underarter finns listade i Catalogue of Life.